# Saison 1947-1948 de la LIH
Saison précédente Saison suivante
La saison 1947-1948 est la troisième saison de la ligue internationale de hockey.
Les Mercurys de Toledo remportent la Coupe Turner en battant les Hettche Spitfires de Windsor en série éliminatoire.

## Saison régulière
Une équipe s'ajoute à la ligue en début de saison : les Mercurys de Toledo. Les Spitfires de Windsor quant à eux deviennent les Hettche Spitfires de Windsor.

### Classement de la saison régulière
| Clt   | Équipe                        | PJ | V  | D  | N | BP  | BC  | Pts |
| ----- | ----------------------------- | -- | -- | -- | - | --- | --- | --- |
| +001, | Hettche Spitfires de Windsor  | 30 | 19 | 10 | 1 | 151 | 105 | 39  |
| +002, | Mercurys de Toledo            | 30 | 15 | 10 | 5 | 113 | 98  | 35  |
| +003, | Metal Mouldings de Détroit    | 30 | 15 | 12 | 3 | 135 | 139 | 33  |
| +004, | Bright's Goodyears de Détroit | 30 | 13 | 14 | 3 | 157 | 149 | 29  |
| +005, | Auto Club de Détroit          | 30 | 13 | 16 | 1 | 161 | 155 | 27  |
| +006, | Staffords de Windsor          | 30 | 8  | 21 | 1 | 117 | 188 | 17  |

- Champion de la saison régulière
- Qualifié pour les séries éliminatoires

### Meilleurs pointeurs
| Joueur           | Équipe                        | PJ | B  | A  | Pts | Pun |
| ---------------- | ----------------------------- | -- | -- | -- | --- | --- |
| Dick Kowcinak    | Auto Club de Détroit          | 30 | 25 | 42 | 67  | 18  |
| Lyle Dowell      | Bright's Goodyears de Détroit | 30 | 27 | 30 | 57  | 11  |
| Ted Garvin       | Auto Club de Détroit          | 29 | 32 | 24 | 56  | 21  |
| Bert Giesebrecht | Metal Mouldings de Détroit    | 26 | 31 | 23 | 54  | 29  |
| Trent Anderson   | Bright's Goodyears de Détroit | 28 | 21 | 26 | 47  | 55  |
| James Uniac      | Auto Club de Détroit          | 22 | 25 | 19 | 44  | 12  |
| Gordon Haidy     | Hettche Spitfires de Windsor  | 25 | 32 | 11 | 43  | 48  |
| Larry Wilson     | Hettche Spitfires de Windsor  | 25 | 13 | 29 | 42  | 6   |
| Jack Kernahan    | Mercurys de Toledo            | 30 | 14 | 22 | 36  | 22  |
| Len Loree        | Staffords de Windsor          | 24 | 16 | 19 | 35  | 4   |

## Séries éliminatoires

### Demi-finales
La première demi-finale oppose les Hettche Spitfires de Windsor ayant terminé au premier rang lors de la saison régulière et les Metal Mouldings de Détroit qui de leur côté ont terminé à la troisième place. Pour remporter la demi-finale, les équipes doivent obtenir deux victoires.
| Date       | Équipe à domicile            | Score | Équipe visiteuse             |
| ---------- | ---------------------------- | ----- | ---------------------------- |
| 27 février | Hettche Spitfires de Windsor | 3-9   | Metal Mouldings de Détroit   |
| 28 février | Hettche Spitfires de Windsor | 6-5   | Metal Mouldings de Détroit   |
| 2 mars     | Metal Mouldings de Détroit   | 2-4   | Hettche Spitfires de Windsor |

Les Hettche Spitfires de Windsor remportent la série 2 victoires à 1.
La deuxième demi-finale met aux prises les Mercurys de Toledo qui ont terminé deuxième en saison régulière et les Bright's Goodyears de Détroit, club ayant terminé quatrième.
| Date       | Équipe à domicile             | Score | Équipe visiteuse              |
| ---------- | ----------------------------- | ----- | ----------------------------- |
| 27 février | Mercurys de Toledo            | 3-2   | Bright's Goodyears de Détroit |
| 28 février | Bright's Goodyears de Détroit | 3-8   | Mercurys de Toledo            |

Les Mercurys de Toledo remportent la série 2 victoires à 0.

### Finale
La finale se dispute entre les deux équipes victorieuses des demi-finales. Pour remporter cette série, les équipes doivent gagner quatre rencontres.
| Date    | Équipe à domicile            | Score | Équipe visiteuse             |
| ------- | ---------------------------- | ----- | ---------------------------- |
| 3 mars  | Mercurys de Toledo           | 7-2   | Hettche Spitfires de Windsor |
| 5 mars  | Mercurys de Toledo           | 7-4   | Hettche Spitfires de Windsor |
| 8 mars  | Hettche Spitfires de Windsor | 1-3   | Mercurys de Toledo           |
| 11 mars | Hettche Spitfires de Windsor | 6-4   | Mercurys de Toledo           |
| 13 mars | Hettche Spitfires de Windsor | 6-9   | Mercurys de Toledo           |

Les Mercurys de Toledo remportent la série 4 victoires à 1.

### Effectifs de l'équipe championne
Voici l'effectif des Mercurys de Toledo, champion de la Coupe Turner 1948:
- Entraineur : Andy Mulligan
- Joueurs : Stan Fogg, Andre « Andy » Belisle, Bob Stoddart, George Harrison, Bill Russ, Leo Richard, Fred Nelson, Dan Mandrick, Max Labovitch, Odie Hallowell, Don Thurston, Orville Smith, Jack Kernahan, Bun Martin, John McGrath, Len Schreiber et Bob Peters.

## Trophées remis
| Trophée               | Description                       | Vainqueur                    |
| --------------------- | --------------------------------- | ---------------------------- |
| Coupe Turner          | Champion des séries éliminatoires | Mercurys de Toledo           |
| Trophée J.-P.-McGuire | Champion de la saison régulière   | Hettche Spitfires de Windsor |

| Trophée                     | Description       | Vainqueur                                     |
| --------------------------- | ----------------- | --------------------------------------------- |
| Trophée George-H.-Wilkinson | Meilleur pointeur | Dick Kowcinak de l'Auto Club de Détroit       |
| Trophée James-Gatschene     | Joueur MVP        | Lyle Dowell des Bright's Goodyears de Détroit |